# Liste des épisodes de Louis la Brocante

Cet article donne les épisodes de la série Louis la Brocante.
On trouve à gauche le numéro de production de l'épisode. Les épisodes sont classés par leur numéro de production, mais certains (notamment ceux de la saison 3) n'ont pas été diffusés de manière chronologique.

## Première saison (1998-1999)
| № | #   | Titre              | Réalisation   | Scénario                            | Première diffusion |
| --- | --- | ------------------ | ------------- | ----------------------------------- | ------------------ |
| 1 | 1-1 | Louis et les mômes | Pierre Sisser | Pierre Sisser, André Nevers         | 24 janvier 1998    |
| Au cours d'un bel après-midi de fin d'été, Louis est sollicité par un jeune garçon qui lui propose un tableau dont sa grand-mère cherche, soi-disant, à se débarrasser... Ne croyant guère à l'histoire de l'enfant, Louis remonte la piste de cette très belle toile, piste qui le conduit au couvent de la Sainte-Famille où des religieuses s'occupent d'enfants placés par la DDASS. Généreux, Louis leur achète le tableau afin de renflouer les finances du couvent et leur permettre de réaliser quelques travaux de rénovation… C'est sans compter sur la valeur réelle de la toile qui s'avère être un authentique Manet, ce que tout le monde ignore, sauf un certain Waldemar Waldheim, ancien membre de la Stasi, police politique de l'ex-Allemagne de l'Est. |     |                    |               |                                     |                    |
| 2 | 1-2 | Louis et Violette  | Pierre Sisser | Jacques Rouzet, Claire Alexandrakis | 28 novembre 1998   |
| Jean-Daniel Touzain, un agriculteur de la région, meurt brutalement d'une crise cardiaque en voyant Marc, son fils, abattre le vieux chêne tricentenaire, joyau de sa propriété des Rioges. Outre son fils, ce veuf laisse seule Violette, sa nièce, qu'il avait recueillie à la mort accidentelle de ses parents, et pour qui il a acheté une librairie. Personne ne sait que Jean-Daniel possédait un véritable trésor, un trésor dont il a révélé la cachette, sous la forme d'un poème codé, sur la page de garde d'un livre. Louis est appelé par Marc pour vider la vieille demeure. Marc n'a qu'une idée en tête, tout transformer et moderniser. Louis achète notamment la superbe édition Hetzel des œuvres de Jules Verne. Il s'aperçoit vite qu'il manque un ouvrage de cette collection : Le Phare du bout du monde… Violette est jetée à la rue par Marc qui entreprend de transformer sa librairie en une boutique plus rentable. Louis décide de s'occuper de cette jeune fille déboussolée et de la remettre sur les rails de la vie… |     |                    |               |                                     |                    |

## Deuxième saison (1999-2000)
| № | #   | Titre                            | Réalisation        | Scénario                             | Première diffusion |
| --- | --- | -------------------------------- | ------------------ | ------------------------------------ | ------------------ |
| 3 | 2-1 | Louis et les amoureux du manège  | Maurice Frydland   | Michèle Letellier                    | 23 octobre 1999    |
| Louis récupère le manège de chevaux de bois de la place du village. En traversant le square, il aperçoit Xavier, le fils du patron du café, qui embrasse amoureusement Kim, une jolie asiatique. La jeune femme s'occupe des deux enfants de Vincent Beaumont, un habitant du village qui vient de rentrer au pays après un long séjour en Asie. Quelques jours plus tard, Louis découvre un mystérieux message dans l'un des pieds d'un cheval de bois du manège. Le brocanteur comprendra trop tard que ce message était en réalité destiné à Xavier. Après une petite enquête menée chez les Beaumont, Louis découvre que Kim y est quasiment retenue prisonnière. Il faudra toute l'ingéniosité du brocanteur et tout l'amour de Xavier pour enfin délivrer la jeune femme… |     |                                  |                    |                                      |                    |
| 4 | 2-2 | Louis et la prison de cristal    | Pierre Sisser      | Jean-Paul Demure, Françoise Pasquini | 11 décembre 1999   |
| Les Montjoie sont verriers d'art de père en fils depuis sept générations. Aujourd'hui, Maître Montjoie travaille avec son jeune fils Claude à la verrerie. Depuis quelque temps, il souffre d'une maladie incurable. Elle atteint les muscles et les nerfs et l'empêche de pratiquer son art. La verrerie menace de fermer si Claude ne reprend pas la succession de son père… Au terrier, Louis admire trois magnifiques éléphants en verre qui appartiennent à Antoine, le fiancé d'Isabelle. Malheureusement, le neveu de Maryvonne, Augustin, dit Tintin, brise maladroitement l'un des éléphants, Louis se rend alors chez Montjoie pour lui demander de souffler un autre éléphant. Là, il assiste à une violente dispute entre Claude et son père. Ce dernier souffre de son incapacité à transmettre le métier à son fils. Louis va découvrir le secret qui plane sur la véritable identité de Claude... |     |                                  |                    |                                      |                    |
| 5 | 2-3 | Louis et les larmes de la Vierge | Alain-Michel Blanc | Aude Blanchard                       | 29 avril 2000      |
| Dans l'église du village de Louis la brocante, un phénomène étrange se produit pendant la chorale : Manon, une fillette de neuf ans, semble parler à la Vierge. Le curé ainsi que ses fidèles sont sous le choc lorsque des cierges s'enflamment et que la statue de la Vierge s'illumine ! Informé du miracle, Louis décide de mener l'enquête. Il se rend chez Claire, la jeune propriétaire de la ferme des Oglous où a été trouvée la statuette. Lorsqu'il lui explique les récents phénomènes survenus depuis la découverte de la Vierge, la jeune femme ne semble pas intriguée par ces évènements... Par ailleurs, le brocanteur est ému par le comportement de Manon, élevée seule par son père, Adrien. La fillette est très croyante et se prépare à organiser sa première communion. Elle souffre beaucoup de l'absence de sa mère, dont elle ne cesse de parler.                                     |     |                                  |                    |                                      |                    |
| 6 | 2-4 | Louis et le double jeu           | Michel Favart      | Paul Berthier                        | 16 septembre 2000  |
| À la recherche des pièces manquantes d'un jeu d'échecs appartenant à Sibylle, la jeune avocate que lui a recommandée sa fille, Louis va devoir mener l'enquête une fois de plus. En effet, la jeune femme, qui vit une merveilleuse histoire d'amour avec Ulysse, est harcelée par un mystérieux corbeau ; le jeune couple vit un véritable enfer. À la suite d'une tentative de cambriolage, Louis découvre les pièces noires, en tout point semblables aux pièces blanches du jeu de Sibylle. Il faut maintenant retrouver l'échiquier. Dans le même temps, Maryvonne décroche son premier contrat en tant que décoratrice; c'est bien entendu chez Louis qu'elle trouve les éléments d'ameublement pour son client, un homme plutôt secret qui dit travailler « dans la finance ». Au fil de ses recherches, Lous va mettre au jour le terrible secret qui pèse sur le bonheur des deux jeunes gens.          |     |                                  |                    |                                      |                    |

## Troisième saison (2001-2002)
| № | #   | Titre                                 | Réalisation        | Scénario                             | Première diffusion |
| --- | --- | ------------------------------------- | ------------------ | ------------------------------------ | ------------------ |
| 7 | 3-1 | Louis et l'académie des quatre jeudis | Philippe Roussel   | Michel Léviant                       | 11 février 2002    |
| Maryvonne, l'ex-femme de Louis, est chargée d'organiser une rétrospective de l'œuvre de Hugo Cazenave. Pour lui donner un coup de main, Louis va chercher les statues chez le sculpteur. En arrivant chez l'artiste, il manque d'écraser Chloé qui s'enfuit. Tandis que Louis s'entetient avec Laure Cazenave, l'épouse de Hugo, celui-ci se suicide dans son atelier. Chloé était le modèle du sculpteur, mais aussi sa maitresse. Chassée par la veuve, elle s'est réfugiée à l'académie des quatre jeudis, fondée par Hugo, où elle apprend aux enfants à sculpter des figurines en terre glaise... |     |                                       |                    |                                      |                    |
| 8 | 3-2 | Louis et la belle soyeuse             | Marion Sarraut     | Victor Lanoux, Richard Nataf         | 19 novembre 2001   |
| Louis est amoureux de la belle Paloma, qu'il a rencontrée dans un centre équestre. Par égard pour la jeune femme, mariée, Louis accepte de rester discret, mais les amoureux font l'objet d'une surveillance très serrée, orchestrée par le mari de la jeune femme. Ce dernier, loin d'être aussi indifférent que le croit son épouse, est résolu aux pires extrémités pour éloigner Louis de la vie et des bras de sa femme, quitte à tout perdre. Dans le même temps, aux prises avec un contrôle fiscal inattendu, le brocanteur a fort à faire pour échapper aux avances de sa contrôleuse. D'autant qu'il doit aussi prouver son innocence dans une histoire de vol de tableau. Mais le plus dur reste à faire : pour le bonheur de celle qu'il aime il faudra encore sauver l'honneur et la réputation du mari jaloux, et renoncer à vivre une belle histoire d'amour...                                                                              |     |                                       |                    |                                      |                    |
| 9 | 3-3 | Louis et la mémoire de vigne          | Michel Favart      | Joëlle Miau                          | 8 octobre 2001     |
| Menacé de saisie, au bout du rouleau, l'agriculteur Jean Burtagne défonce délibérément la façade de sa banque avec son tracteur, sous les yeux incrédules de Louis, venu déposer sa recette de la semaine. Désireux de donner un coup de main à Camille, 16 ans, la fille très sérieuse de Burtagne, il découvre toute l'étendue des dégâts. Pourtant, la jeune fille est prête à tous les sacrifices pour sauver la ferme de son père. Louis décide de l'aider et parvient à calmer les huissiers grâce au fruit de la vente de quelques meubles à un parisien en mal d'authenticité. Mais l'entreprise est au bord du gouffre : une vache est atteinte par l'encéphalopathie spongiforme bovine, la terrible vache folle. Tout le troupeau doit être abattu. Mais Camille, obstinée, refuse encore d'abandonner l'exploitation. Un cep de vigne va peut-être lui permettre de réaliser ses rêves...                                                       |     |                                       |                    |                                      |                    |
| 10 | 3-4 | Louis et le silence de plomb          | Pierre Sisser      | Christiane Lebrima et Aude Blanchard | 10 décembre 2001   |
| Sensible au charme de Marie, une jeune femme pleine de générosité, Louis se retrouve plongé dans l'univers déroutant des sourds... La jeune femme, qui dirige l'Association Sourds Vie Active, cherche à vendre une belle collections de figurines anciennes. Louis, venant d'embaucher un jeune voyageur nommé Thomas, comprenant à demi-mot son désarroi, lui propose de l'aider à monter une exposition autour de la bataille de Gergovie. Il ne leur reste plus qu'à trouver les pièces qui viendront compléter le champ de bataille. Or, il se trouve que Marie connaît un fondeur de talent, Jacques Demoine, peut-être le meilleur dans son domaine. Il travaille avec sa fille, Hélène. Sourds-muets tous les deux, ils vivent à l'écart du monde. Mais la jeune fille, à l'insu de son père, tombe amoureuse de Thomas, le jeune apprenti de Louis. Quand il l'apprend, Jacques est furieux. De son côté, Louis s'efforce de calmer les esprits... |     |                                       |                    |                                      |                    |
| 11 | 3-5 | Louis et les enfants perdus           | Michel Lang        | Paul Berthier                        | 25 mars 2002       |
| Louis, chargé de l'aménagement du club-house de golf des Costelli, assiste à leur départ pour l'Afrique. Nul n'aurait pu prédire le sort tragique qui les attend: ils sont tués dans un accident d'avion au mont Kilale. Louis, qui est le premier à l'apprendre, se résout à ne rien dire à personne avant la majorité de Guillaume, le fils aîné des Costelli. En effet, une clause du testament de ses parents stipule qu'en cas de décès, Guillaume deviendrait le tuteur légal de son petit frère Lucas, à condition qu'il soit majeur. Or, Guillaume va bientôt fêter ses 18 ans. Louis est tiraillé. Il choisit de se taire et cherche à comprendre les motivations qui ont poussé René, l'oncle de Guillaume et Lucas à rester travailler sur le domaine, malgré son mépris apparent pour son frère et sa belle-sœur. Louis finit par découvrir qu'au-delà des enjeux financiers qui le lient au golf, René cache un douloureux secret...           |     |                                       |                    |                                      |                    |
| 12 | 3-6 | Louis et la grande braderie           | Alain-Michel Blanc | Silvan Boris Schmid                  | 15 avril 2002      |
| Alors que Louis s'apprête à partir pour Lille, où se tient la grande braderie annuelle, la mère supérieure de l'orphelinat lui confie quelques objets. Pressé de partir, il ne s'aperçoit pas que Grégoire, l'un des gamins, s'est glissé à l'arrière de son « tube ». À l'arrivée, Louis va devoir gérer la situation au mieux des intérêts de chacun. Le jeune garçon veut retrouver son père, Adrien Rivière. Devenu alcoolique à la mort de sa femme, ce dernier a fini par perdre son emploi et la garde de son fils lui a été retirée. Inventeur visionnaire, il a pourtant découvert un système révolutionnaire : le mouvement auto régulant quadri-axial, qui permet à une montre de marcher seule... pour l'éternité. Malheureusement pour lui, Vauters, son ancien patron, cherche à tout prix à s'approprier le brevet... Louis va avoir fort à faire pour aider Adrien et son fils.                                                             |     |                                       |                    |                                      |                    |

## Quatrième saison (2002-2003)
| № | #   | Titre                                | Réalisation   | Scénario                                   | Première diffusion |
| --- | --- | ------------------------------------ | ------------- | ------------------------------------------ | ------------------ |
| 13 | 4-1 | Louis et les gitans                  | Michel Favart | Pierre Leccia                              | 10 septembre 2002  |
| Louis vient de réaliser l'affaire du mois, grâce à l'achat de quelques vieilles planches dans un château, propriété de Jérome Maréchal. Nettoyées, puis montées, elles révèlent un coffre de toute beauté, de l'époque Renaissance. Une famille de Gitans vient de s'installer dans les environs. Pablo Cuelvez, le chef de la petite communauté, est un vieil ami de Louis. Dans un climat général de défiance à l'égard des Roms, le château est cambriolé. Immédiatement, les soupçons se portent sur Pablo, qui proteste de son innocence. Pourtant, les gendarmes ont découvert chez lui un sac d'objets volés. Louis, envers et contre tous, décide de prouver l'innocence de son ami, au risque d'être accusé à son tour. Par ailleurs, la veille du cambriolage, Louis a surpris Martha, la fille de Pablo, avec Julien, le fils du Maréchal... Louis va devoir trouver le coupable et aider Martha a convaincre son père d'accepter sa relation avec un « gadjo » et la protéger d'un ferailleur pervers. |     |                                      |               |                                            |                    |
| 14 | 4-2 | Louis et le secret de l’abbé Cyprien | Michel Favart | Nadine Lermite                             | 1er octobre 2002   |
| Le père Jacques, curé du village depuis un an, est victime d'un corbeau. Le jeune ecclésiastique reçoit, ainsi que l'archevêché, des lettres anonymes l'accusant d'entretenir une liaison amoureuse. La rumeur enfle dans la communauté lorsque Maryvonne, l'ex-femme de Louis la Brocante, est désignée comme étant sa maîtresse. Parallèlement, Louis déchiffre un parchemin découvert dans la crypte de la paroisse. |     |                                      |               |                                            |                    |
| 15 | 4-3 | Louis et la figurine d'argile        | Pierre Sisser | Caroline de Kergariou et Daniel Tonachella | 13 mai 2003        |
| En 1979, dans la maison familiale, une jeune fille surprend son frère en train de coucher avec un autre garçon. Des années plus tard, seule et criblée de dettes, Charlotte Cambon est obligée de quitter sa maison. Elle s'adresse à Louis Roman pour négocier ses derniers objets. Celui-ci vient donc la voir pour en faire l'inventaire et pour les estimer. Or dans la cave, parmi différentes choses, une figurine d'argile attire son attention. Il la montre à Charlotte qui, la jugeant sans intérêt, décide de lui en faire cadeau. Louis va alors mener son enquête et découvrir le mystérieux Xerus, le sculpteur de la statue. |     |                                      |               |                                            |                    |

## Cinquième saison (2003-2004)
| № | #   | Titre                           | Réalisation        | Scénario                          | Première diffusion |
| --- | --- | ------------------------------- | ------------------ | --------------------------------- | ------------------ |
| 16 | 5-1 | Louis, Mathilde et les Autres   | Pierre Sisser      | Richard Nataf                     | 14 octobre 2003    |
| Quand Louis accepte d’aider le vieux Théo à la recherche d’un tableau soi-disant dérobé, son bon cœur l’entraîne dans une sombre histoire de trafic d’œuvres d’art. Mais la providence va jouer en sa faveur : il rencontre Mathilde, une ravissante experte d’art décidée à l’aider. Il en tombe amoureux, cela ne fait aucun doute, et Maryvonne est la première à le lui crier haut et fort. Seulement voilà, si Théo a menti pour attendrir son protecteur, Mathilde, également, n’a pas dit toute la vérité, et Louis découvre, un peu tard, que cette très jolie femme n’est peut-être pas venue à lui complètement par hasard. Pendant ce temps, voulant aider Théo à retrouver son tableau, Tintin, le neveu de Louis se fait capturer par des mafieux obéissant à une femme voleuse d'art. |     |                                 |                    |                                   |                    |
| 17 | 5-2 | Louis et le violon noir         | Michel Favart      | Jacques Rouzet, Daniel Tonachella | 9 décembre 2003    |
| Un beau matin, Louis rencontre un homme en smoking, errant sur une route déserte, une borne de taxi à la main. Son auto-stoppeur s'appelle Joseph Letano et prétend travailler pour des clients qui se rendent au casino. Louis va vite s'apercevoir de deux choses : son passager, harcelé par des mafieux, est un menteur car il est lui-même un joueur «accro» mais infortuné et il est, de surcroît, le frère d'une célèbre virtuose du violon, Dora Letano dont Louis possède quelques enregistrements. Ayant contracté une importante dette auprès d'un prêteur douteux, Monsieur Max, ancien repris de justice, oncle des harceleurs de Letano et directeur du casino, Joseph Letano, désespéré, est prêt à vendre pour une bouchée de pain, le violon de sa sœur, une pièce rare...         |     |                                 |                    |                                   |                    |
| 18 | 5-3 | Louis et la ferme des Blanchard | Michel Favart      | Pierre Leccia                     | 10 février 2004    |
| Louis fait la connaissance de Martin, un fermier ruiné qui refuse de quitter sa ferme, malgré les menaces des huissiers. Un bras de fer l'oppose au propriétaire, un notable local qui souhaite devenir député. Alors qu'il s'apprête à moissonner son blé, le fermier est victime d'un terrible accident de la route. Le propriétaire en profite pour accélérer la procédure d'expulsion. Désemparée, la femme de Martin fait appel à Louis. Ce dernier va rencontrer la petite fille du couple, Marie qui est muette dont la situation va interroger Louis. |     |                                 |                    |                                   |                    |
| 19 | 5-4 | Louis et la vie de château      | Alain-Michel Blanc | Daniel Tonachella                 | 18 mai 2004        |
| Pour les besoins d'une prestigieuse succession, Louis est obligé de se déplacer en Aquitaine. Maryvone lui organise son séjour chez une cousine, mariée à un aristocrate, Guy-Pierre de Bansac, propriétaire d'un château réputé pour son vignoble. Une surprise attend Louis dès son arrivée : Maryvonne, qui n'a pas résisté à l'envie de passer un séjour romantique avec son ex... Ses pérégrinations le conduisent chez les voisins directs des Bansac, les Deniau. Il va découvrir très vite que les deux familles se détestent depuis la nuit des temps. Pourtant, Louis va sympathiser avec les Deniau et plus particulièrement avec Lili, leur fille, futur driver. |     |                                 |                    |                                   |                    |

## Sixième saison (2004-2005)
| № | #   | Titre                           | Réalisation     | Scénario                          | Première diffusion |
| --- | --- | ------------------------------- | --------------- | --------------------------------- | ------------------ |
| 20 | 6-1 | Louis et les deux mousquetaires | Bruno Gantillon | Patrick Bourdichon, Victor Lanoux | 16 novembre 2004   |
| Chaque année, Louis participe à la grande foire à la brocante. À cette occasion, il se fait une joie de revoir son ami Roland, dit « D'Artagnan », habile escrimeur, malgré son handicap l'obligeant à se déplacer en fauteuil. À l'instar de Louis, D'Artagnan est brocanteur mais, ancien élève des beaux-arts, il s'est spécialisé dans la peinture et a transformé sa camionnette en galerie d'art itinérante… Une nuit, D'Artagnan se fait agresser par des inconnus qui lui volent une vieille toile — une anamorphose du XVIIIe siècle — inestimable. Louis ne peut rester sans réagir devant des individus capables de s'attaquer à un paralytique… Avec l'aide de « Porthos », le meilleur ami de D'Artagnan, ancien champion olympique handisport de judo, pratiquement aveugle mais qui excelle dans la pratique du kyudo, Louis va partir à la recherche des coupables, avec d'autant plus d'énergie que les trois hommes recueillent un petit garçon roumain contraint à voler… À noter que le sort des « méchants » est incertain : l'un des deux jeunes voleurs capturés par la bande de Louis est enfermé dans une caravane, l'autre vagabonde dans les marchés tandis que les frères Dimitriu se font assommer par Louis et Porthos. |     |                                 |                 |                                   |                    |
| 21 | 6-2 | Louis et la chorale             | Bruno Gantillon | Richard Nataf                     | 22 mars 2005       |
| Quelle surprise pour Maryvonne de voir Louis à la chorale qu'elle fréquente assidûment !... En fait, Louis désire passer inaperçu pour mieux comprendre la disparition de livres précieux de la bibliothèque composée d'ouvrages rares, que les sœurs protègent jalousement et dont elles sont dépositaires depuis des années. Son amie, la Mère supérieure, est désignée responsable et se trouve dans une très mauvaise passe. Louis veut lui venir en aide mais sa route va être semée d'embûches, surtout lorsqu'il va être confronté à Joubert, un prêtre très étrange désigné par l'Archevêché, et la gentille institutrice Alice, un peu perturbée et qui n'a d'yeux que pour notre brocanteur... |     |                                 |                 |                                   |                    |

## Septième saison (2005-2006)
| № | #   | Titre                           | Réalisation        | Scénario                          | Première diffusion |
| --- | --- | ------------------------------- | ------------------ | --------------------------------- | ------------------ |
| 22 | 7-1 | Louis et le messager des sables | Alain-Michel Blanc | Jacques Rouzet, Pierre Leccia     | 6 septembre 2005   |
| Sur une route de campagne, un jeune touareg, suivi d'un petit chien, cherche sa route. Un énorme 4x4 fonce sur lui et le renverse. Sérieusement blessé, le jeune homme est sauvé grâce à l'intervention du petit chien qui a alerté Louis. Transporté à l'hôpital, le jeune homme, prénommé Amsalek, est dans un état inquiétant, bien que ses jours ne soient pas en danger. Louis s'aperçoit que le petit chien porte une petite sacoche rouge autour du cou. À l'intérieur, il découvre une pierre noire qui pourrait être un éclat de météorite. Une certaine Michèle Tournon, spécialiste en la matière, le décourage dans ses recherches. C'est mal connaître Louis, qui trouve cette affaire bien étrange. |     |                                 |                    |                                   |                    |
| 23 | 7-2 | Louis et le mystère du viager   | Pierre Sisser      | Victor Lanoux, Richard Nataf, Sim | 10 janvier 2006    |
| Alors qu'il roule tranquillement dans sa vieille camionnette, Louis est talonné par un chauffard qui, à grand renfort de coups de klaxon, manifeste son impatience. L'homme parvient à le dépasser, mais finit sa course dans un champ. Quand Louis s'arrête pour porter secours à l'imprudent, il a la surprise de reconnaître Théo de Montalenvert. Que faisait le vieil homme dans cette voiture ? Les gendarmes lui apprennent qu'il y a eu de grands changements dans la vie du comte. Il aurait vendu son château en viager, perçu une somme substantielle et entrepris des travaux de rénovation. À présent, Théo aurait même une gouvernante à son service... Louis assure qu'il se rendra à la gendarmerie dans la soirée et part rendre visite à Brigitte, ancienne élève et conquête. Mais quand il prend connaissance de la déposition du châtelain, il constate que celui-ci l'accuse d'avoir provoqué l'accident... |     |                                 |                    |                                   |                    |
| 24 | 7-3 | Louis et le cordon bleu         | Patrick Marty      | Nadine Lermite                    | 4 avril 2006       |
| Au cours des «Journées internationales du goût», qui se déroulent dans un relais-château des environs de Lyon, Louis fait la connaissance de Clara Wagner, une chef cuisinière allemande de réputation internationale. À la suite du décès de sa grand-mère, Clara Wagner découvre que sa mère, qu'elle n'a jamais connue, était certainement française. Clara est persuadée qu'elle a été conçue en France pendant l'Occupation alors que son père, officier de la Wehrmacht, séjournait dans la région. Pour tout indice, elle ne dispose que d'une marionnette, un guignol qui a bercé son enfance. En retrouvant l'histoire de ce guignol, Louis va découvrir le secret qui se cache derrière la naissance de Clara. |     |                                 |                    |                                   |                    |

## Huitième saison (2006-2007)
| № | #   | Titre                        | Réalisation   | Scénario                                      | Première diffusion |
| --- | --- | ---------------------------- | ------------- | --------------------------------------------- | ------------------ |
| 25 | 8-1 | Louis, Lola et le crocodile  | Michel Favart | Jacques Rouzet, Richard Nataf                 | 15 octobre 2006    |
| Maria, employée chez Antonin, artiste peintre connu, est accusée d'abus de faiblesses sur celui-ci. Xavier, médecin, frère d'Antonin, a porté plainte contre elle, les gendarmes l'ayant trouvée en possession de louis d'or et d'un tableau appartenant à Antonin. Un juge expédie la jeune femme en prison, tandis que Lola, sa petite fille de huit ans, est confiée à la Mère Supérieure. Louis qui trouve cette histoire étrange n'accepte pas qu'un enfant soit séparé aussi brutalement de sa maman sur de simples soupçons... |     |                              |               |                                               |                    |
| 26 | 8-2 | Louis et la médaille oubliée | Michel Favart | Pierre Leccia                                 | 17 décembre 2006   |
| Le jour de ses seize ans, Cyril découvre qu'il n'est pas l'enfant biologique de ses parents, mais qu'il a été adopté peu de temps après sa naissance... À l'annonce de cette nouvelle, le jeune homme est totalement bouleversé et n'a qu'une idée en tête : retrouver sa mère biologique. Ayant perdu la raison, repoussant violemment ses parents adoptifs et sa fiancée Stéphanie, sa seule piste pour la retrouver est une médaille qu'elle lui a laissée juste avant de l'abandonner... |     |                              |               |                                               |                    |
| 27 | 8-3 | Louis et la fin des abricots | Pierre Sisser | Richard Nataf                                 | 11 mars 2007       |
| Tout juste débarqué du Maroc pour un concert exceptionnel organisé par Maryvone, pour la première Fête des récoltes, le vieil Hassan est logé au Terrier. C'est à Louis qu'il confie son intention de profiter de son séjour pour rendre visite à Mehdi, son petit-fils, engagé comme saisonnier dans la région. Seulement voilà, en arrivant au domaine de la Closerie, Louis découvre tout de suite qu'il y a quelque chose qui cloche dans les rangs des cueilleurs de fruits. Mehdi a pris la fuite, ses collègues marocains ne veulent pas parler et le régisseur ne se montre pas coopératif. Albert, son vieil ami et propriétaire des lieux, refuse de s'en mêler. C'est chez les voisins, au domaine des Rossignols, que Louis obtient plus d'informations, d'autant qu'Yvette n'est pas insensible à son charme. Entre les deux se noue rapidement une jolie amitié... |     |                              |               |                                               |                    |
| 28 | 8-4 | Louis et les gueules noires  | Patrick Marty | Norbert Rousset, Soraya Meflah, Serge Arnault | 22 mars 2007       |
| Louis a été contacté par Hélène Davel, maire de Saint-Martin, ancienne ville minière, pour faire l'expertise et la vente d'objets ayant appartenu à des mineurs. Lorsqu'il arrive au rendez-vous, il est témoin d'une altercation entre d'anciens mineurs et Germain Lalande, le nouveau propriétaire du site de la mine. L'objet du litige porte sur un bâtiment qui avait été promis par le père de celui-ci à l'amicale des mineurs pour en faire une maison du souvenir. Marceau, le président de l'amicale, détient un double du testament du père Lalande. Mais juste avant sa mort, le document a été modifié. Ces nouvelles dispositions destinent le site à un projet immobilier résidentiel. Les mineurs soupçonnent Germain Lalande d'avoir forcé son père à modifier le testament...                                                                                 |     |                              |               |                                               |                    |
| 29 | 8-5 | Louis et les répondants      | Michel Favart | Richard Nataf                                 | 19 avril 2007      |
| Théodore de Montalenvert revient d'un périple en Égypte. À son retour, il s'aperçoit que son château a été cambriolé. Les gendarmes pensent que de l'argent a été volé, mais Louis n'en est pas convaincu, d'autant plus que rien n'a vraiment disparu. Par prudence, Louis héberge son ami chez lui, et les ennuis vont alors commencer... Théo est devenu totalement mystique, au point d'inquiéter sérieusement la mère supérieure, qui se demande s'il n'est pas tombé dans une secte. Louis s'intéresse alors de près aux statuettes funéraires rapportées d'Égypte... |     |                              |               |                                               |                    |

## Neuvième saison (2007-2008)
| № | #   | Titre                           | Réalisation   | Scénario                      | Première diffusion |
| --- | --- | ------------------------------- | ------------- | ----------------------------- | ------------------ |
| 30 | 9-1 | Louis et le chapitre manquant   | Michel Favart | Jacques Rouzet, Pierre Leccia | 13 septembre 2007  |
| Louis s'efforce de réconcilier une jeune femme et son frère, déchirés par l'héritage du domaine familial... |     |                                 |               |                               |                    |
| 31 | 9-2 | Louis et le condamné à domicile | Patrick Marty | Jacques Rouzet                | 17 janvier 2008    |
| Tintin (Augustin, neveu de Maryvonne), en stage de mécanique dans la région séjourne chez son oncle Louis Roman. Lors d'un banal contrôle routier, il est arrêté par les gendarmes au volant d'une luxueuse voiture. Surprise... la berline s'avère volée. Arrêté, le jeune homme raconte une histoire rocambolesque pour justifier sa présence au volant de l'auto. Louis est persuadé que son neveu ne dit pas toute la vérité. Tintin risque gros, d'autant qu'il n'a aucunement l'envie d'évoquer Chloé, une très jeune mère de famille dont il est tombé fou amoureux. Pour défendre Tintin et l'honneur de la famille, Louis engage Sabine, une jeune et talentueuse avocate... |     |                                 |               |                               |                    |

## Dixième saison (2008-2009)
| № | #    | Titre                      | Réalisation     | Scénario                          | Première diffusion |
| --- | ---- | -------------------------- | --------------- | --------------------------------- | ------------------ |
| 33 | 10-1 | Louis remonte le temps     | Patrick Marty   | Claude Cauwet                     | 18 septembre 2008  |
| Alors que Louis embauche Damien, un jeune homme qu'il a pris en stop, Lucette Perrin, une vieille dame de 80 ans, a décidé de quitter sa maison de retraite et de retourner dans sa ferme. Elle s'y réinstalle et c'est à coups de carabine qu'elle accueille les Tessier, ses locataires. La gendarmerie est appelée en renfort. Louis, qui connaît Lucette, est chargé de jouer le médiateur. L'octogénaire ne veut pas réintégrer l'établissement : elle prétend y être maltraitée et les pensionnaires la considèrent comme une vieille folle, ne la croyant pas lorsqu'elle dit avoir fait du cinéma étant jeune, en particulier le rôle de Cosette dans une adaptation des Misérables de Victor Hugo. Louis réussit à la convaincre de se rendre. Mais quand les gendarmes investissent la maison, Lucette a disparu... Alain Perrin, son fils, et Alice, son arrière-petite-fille, sont désespérés. Louis promet à cette dernière d'essayer de résoudre le mystère, d'autant plus que Damien semble être lié à Alice... |      |                            |                 |                                   |                    |
| 32 | 10-2 | Louis n'en dort plus       | Bruno Gantillon | Richard Nataf, Patrick Bourdichon | 23 octobre 2008    |
| C'est l'hiver, il fait terriblement froid dans les rues de Lyon, la mère supérieure a décidé d'aider les sans-abri. Cependant, le minibus tombe en panne et Louis fait le taxi à contre-cœur. La nuit, avec sœur Sophie, une adolescente nommée Nathalie et Louis, elles distribuent des repas chauds aux SDF dont Momo le maghrébin, l'impulsif Vulcain et le vieux Léon. Un grand supermarché assure le ravitaillement avec l'aide alimentaire récoltée auprès de ses clients, le livreur étant Sylvain, le petit copain de Nathalie qui ne partage pas du tout sa mission humanitaire. Maryvonne, de son côté, tente d'intégrer un club de tango dans lequel dansent la mère de Sylvain et son nouveau copain, Franck. Mais l'organisation des religieuses s'enraille rapidement : les provisions viennent à manquer, quelqu'un, quelque part, détourne honteusement la nourriture destinée aux plus démunis. De plus, après avoir surpris les responsables, le vieux Léon se fait violemment tabasser. Louis, qui n'a pas dormi depuis des jours à cause des distributions, va devoir mener l'enquête |      |                            |                 |                                   |                    |
| 34 | 10-3 | Louis et la belle brocante | Michel Favart   | Richard Nataf                     | 8 janvier 2009     |
| Ulysse, aphasique, travaille comme manutentionnaire sur le marché du Sablon à Bruxelles, en Belgique. Son attaque cérébrale a laissé des séquelles, ce qui lui rend la vie bien difficile car nombreux sont ceux qui le considérèrent comme un «débile». À l'occasion de la semaine de la Belle Brocante, Louis va faire la connaissance d'Ulysse. Entre les deux hommes, le courant passe immédiatement et Louis va demander à Ulysse de l'aider à installer son stand. C'est ainsi que, par le plus grand des hasards, Ulysse retrouve Michelle, la femme qu'il a aimée quelques années plus tôt, quand il était encore docker sur le port d'Anvers. Mais cette rencontre fortuite, Ulysse la refuse viscéralement, il se cache derrière la culpabilité d'un passé trop lourd à porter. Un passé qui l'a mis en cause lors d'un accident survenu sur les docks, et qui coûta la vie au propre frère de Michelle. Derrière toute cette douleur et ces non-dits, Louis devine autre chose de plus terrible encore : si Ulysse se dérobe, c'est sans doute parce qu'il a peur que Michelle ne découvre son handicap et refuse, pour toujours, l'homme diminué qu'il est devenu au regard des autres. De plus, Louis et son ex-femme Maryvonne sont logés chez un couple de clients de Maryvonne, Yvon et Paule. Le fils du couple, Jules, âgé d'environ 15 ans est amoureux de Maryvonne... |      |                            |                 |                                   |                    |
| 35 | 10-4 | Louis et les pots cassés   | Pierre Sisser   | Jean-Luc Estebe                   | 16 avril 2009      |
| En vidant un grenier, Louis Roman déniche un vase « présumé » Ming. Il doute de son authenticité contrairement à Maryvonne. Mais pour Louis, là n'est pas le problème. Avec un poignet foulé et un bras gauche immobilisé, il est contraint de prendre une aide, Zoé, vingt-deux ans, recommandée par la mère supérieure. Louis ignore que la jeune femme cache un lourd secret. Enceinte à quatorze ans, elle a mis au monde un garçon, Thomas, qui a été confié dès sa naissance à une famille d'accueil et qui pense que Zoé est sa grande sœur. Thomas tente de s'enfuir de la famille d'accueil pour échapper à la brutalité de Maurice, le mystérieux agriculteur. Zoé est prête à tout pour récupérer son fils, aujourd'hui âgé de huit ans... Au même moment le vase « Ming » disparaît curieusement. Il faudra toute l'habilité de Louis Roman pour démêler les deux affaires, sans trop se brûler les ailes... |      |                            |                 |                                   |                    |

## Onzième saison (2009-2010)
| № | #    | Titre                    | Réalisation        | Scénario      | Première diffusion |
| --- | ---- | ------------------------ | ------------------ | ------------- | ------------------ |
| 36 | 11-1 | Louis voit double        | Pierre Sisser      | Richard Nataf | 24 septembre 2009  |
| À l'occasion de l'exposition consacrée aux « Trésors de la Révolution », Théodore de Montalenvert revendique haut et fort la propriété d'un bijou ayant soi-disant appartenu à ses ancêtres. Et quand ce petit camée est dérobé, bien sûr, Monsieur le Comte est le premier suspecté. Pourtant, au musée, les responsables préfèrent ne pas ébruiter l'affaire et, par l'intermédiaire de Maryvonne, ils demandent que Louis intervienne discrètement, et récupère la précieuse médaille. Mais les choses se compliquent rapidement... |      |                          |                    |               |                    |
| 37 | 11-2 | Louis et le palais idéal | Véronique Langlois | Richard Nataf | 2 mars 2010        |
| Tintin, le neveu de Maryvonne veut changer de métier. Adieu la mécanique, il sera brocanteur, comme « tonton ». Louis ne voit pas d'un très bon œil cette reconversion, mais comment ne pas lui donner sa chance. Preuve de sa bonne volonté à initier « son neveu », Louis confie son TUB à Tintin. Il aura pour travail de vider un entrepôt appartenant à la mairie d'Hauterives. Hélas ! Tintin ne se contentera pas de cette mission de confiance. Il veut épater « tonton ». Pour cela il va acheter à deux jeunes filles du village une pierre peinte par Picasso ! Une affaire ! Cette pierre viendrait du Palais idéal et aurait été offerte par un descendant du Facteur Cheval à la famille de ces jeunes filles. C'est Maryvonne, aussi enthousiaste que son neveu qui fait office de banque. Vu la somme, Louis se voit obliger de monter à Hauterives pour dénouer le mystère de cette pierre, car le dessin est celui d'un grand artiste, c'est sûr, mais de Picasso, ce n'est pas certain... |      |                          |                    |               |                    |
| 38 | 11-3 | Louis joue les experts   | Bruno Gantillon    | Richard Nataf | 15 octobre 2010    |
| Marseille, lors des journées de septembre... Louis a accepté la proposition de Franck, l'organisateur de ce rassemblement d'antiquaires et connaissance de Maryvonne, afin d'intervenir en tant qu'expert. Bien entendu, le séjour est tous frais payés et Maryvonne, attirée par le soleil du midi, a obtenu de Franck la mise à disposition d'une ravissante villa avec piscine et vue sur mer... Louis se voit déjà en vacances, car son contrat ne prévoit que cinq demi-journées de travail pour un séjour d'une semaine à passer dans la villa. Malheureusement, la situation n'est pas aussi idyllique qu'il le pensait. |      |                          |                    |               |                    |

## Douzième saison (2011-2012)
| № | #    | Titre                      | Réalisation        | Scénario      | Première diffusion |
| --- | ---- | -------------------------- | ------------------ | ------------- | ------------------ |
| 39 | 12-1 | Louis et le monte-en-l'air | Véronique Langlois | Richard Nataf | 15 mars 2011       |
| Louis découvre qu'un confrère antiquaire, vend sur photo, des objets et des meubles de collection. Dans son catalogue, Louis reconnaît un miroir vénitien qu'il a offert à Maryvonne, il y a de ça quelques années... Maryvonne se défend de l'avoir mis en vente. Preuve en est, le Murano est toujours en sa possession, et elle n'a aucune intention de s'en séparer! Mais alors, qui est venu photographier jusque dans sa propre chambre son miroir ? Qui a confié le cliché à l'antiquaire? Louis croise la route de celui qui va lui permettre de résoudre ce mystère, Fred, un jeune homme de trente ans. |      |                            |                    |               |                    |
| 40 | 12-2 | Louis mène l'enquête       | Pierre Sisser      | Pierre Sisser | 29 novembre 2011   |
| Tintin, le neveu de Maryvonne, vient passer quelques jours de vacances chez sa tante. Le jeune homme ne tarde pas à s'éprendre de la ravissante Julie, engagée dans le soutien aux sans-abri. Celle-ci entraîne Tintin dans une manifestation devant un immeuble inoccupé, dont l'association réclame la réquisition. Mais le jeune homme, qui n'entend pas en rester là, pénètre dans le bâtiment en compagnie de Thomas, l'un de ses amis. Cette expédition, aussi audacieuse que maladroite, vaut à Tintin de se retrouver impliqué dans une sombre affaire. Louis est contraint d'intervenir au plus vite pour mener l'enquête et sortir Tintin de la situation embarrassante dans laquelle il se trouve.... |      |                            |                    |               |                    |
| 41 | 12-3 | Louis chez les Flamands    | Véronique Langlois | Richard Nataf | 26 juin 2012       |
| Afin de reconstituer le triptyque d'un maître Flamand (Memling), dont un volet a disparu depuis longtemps, le Musée de Bruges organise un concours de copistes dont le montant du prix est de 50 000 euros. Louis participe à l’évènement. À Bruges, il se retrouve face au jury. Ce dernier félicite Louis pour la qualité de son travail, mais il y a un « petit problème… » Sa copie n’en est pas une. Elle a été identifiée comme l’original de l’œuvre disparue ! Rapidement on soupçonne Louis, brocanteur de son état, d’avoir été en possession du fameux tableau. Le chef d’œuvre s’étant révélé invendable, on l’accuse d’avoir souhaité participer au concours, se disant que « le prix » sera toujours ça de gagné. Le faux/vrai de Louis est envoyé à Anvers pour être expertisé, et en attendant, il est prié de ne pas quitter la ville. Pour couronner le tout, Maryvonne débarque à l'improviste, prétextant un stage de dentelle, en vue d’un séjour romantique avec son Loulou, dans la Venise du Nord. Mais l’heure n’est pas à la romance, Louis n’a pas l’intention de se laisser suspecter de recel, ni intimider par une manipulation dont il serait la victime. Bruges n’a pas fini de lui livrer ses secrets... |      |                            |                    |               |                    |

## Treizième saison (2012-2014)
| № | #    | Titre                           | Réalisation        | Scénario      | Audiences                        | Première diffusion |
| --- | ---- | ------------------------------- | ------------------ | ------------- | -------------------------------- | ------------------ |
| 42 | 13-1 | Louis et les anguilles bleues   | Véronique Langlois | Richard Nataf | 3,71 millions (13,5 % des parts) | 20 novembre 2012   |
| Lors d'une absence de Louis, des faux Gendarmes de la CAC (Cellule Anti-Cambriolage) viennent faire une saisie au nouveau terrier gardé par Maryvonne. Il se trouve que dans la capture des faux gendarmes, se trouvait une fibule d'une grande valeur qui avait été confiée à Louis par Gustave, un retraité qui a perdu sa femme et qui compte beaucoup sur la valeur de cette fibule pour réconcilier ses deux fils. Moivin, commandant de la brigade par intérim à la suite du départ à la retraite de Raymond, est chargée de l'enquête. Pour elle, il y va de l'honneur de la gendarmerie nationale. Louis et Colette Moivin assistée de son nouveau coéquipier, décident alors de tendre un piège aux faux gendarmes... |      |                                 |                    |               |                                  |                    |
| 43 | 13-2 | Louis et le troisième larron    | Michel Favart      | Richard Nataf | 4 141 000 (15,6 % des parts)     | 9 avril 2013       |
| Il y a quelques années, Louis a récupéré de nombreux objets au presbytère du village. Ces objets intéressent la municipalité, qui vient de signer une promesse de vente de l'ancienne cure et souhaite les restituer au futur propriétaire, Arthur Lambert, un enfant du village et ancien camarade d'internat de Tintin. Mais celui-ci ne reconnaît absolument pas son vieil ami. Louis se demande s'il ne s'agit pas d'un usurpateur. |      |                                 |                    |               |                                  |                    |
| 44 | 13-3 | Louis et les bruits de couloirs | Véronique Langlois | Richard Nataf | 3,98 millions (15,4 % des parts) | 4 mars 2014        |
| Lors des ventes « de couloir » tenues par Garance, clerc de Maître Carbonnier nouveau commissaire-priseur à Saint-Jean, Maryvonne achète un livre de voyage, une première édition extrêmement rare. Elle l'offre à Louis qui en trouve un deuxième. Louis s'interroge : comment de tels ouvrages peuvent-ils transiter par l'antichambre d'une petite salle des ventes de campagne ? Lorsque Louis découvre que ces livres proviennent d'une collection qui a été dérobée à la bibliothèque municipale de Lyon, Garance n'a aucune explication. Ces livres apparaissent subitement parmi le bric-à-brac du couloir, elle n'en connaît pas la provenance et s'inquiète. Carbonnier, lui, a une explication toute trouvée : Marceau, l'ex-compagnon de la jeune femme et père de Baptiste, son petit garçon, est jaloux. Marceau veut les compromettre, une suspicion de recel n'est pas une bonne publicité pour leur activité. Marceau est le coupable idéal, surtout quand une lettre anonyme le dénonce et que les gendarmes retrouvent d'autres livres volés dissimulés à son domicile. Mais Louis sent le coup monté et mène sa propre enquête. En lui tendant un piège, il met à jour les pratiques douteuses du jeune commissaire-priseur accoquiné à un duo de cambrioleurs professionnels, à qui Carbonnier s'est adressé pour voler les livres, et les faire réapparaître afin d'accuser Marceau. Cet « ex » qu'il tient à évincer définitivement pour séduire la belle Garance. |      |                                 |                    |               |                                  |                    |

## Audiences
| Saison | Épisode                               | Jour de diffusion | Nombre de téléspectateurs | PDM    | Ref               |
| ------ | ------------------------------------- | ----------------- | ------------------------- | ------ | ----------------- |
| 1-1    | Louis et les mômes                    | 24 janvier 1998   | 5 340 720 millions        | 24,2 % | [ 1 ]             |
| 1-2    | Louis et Violette                     | 28 novembre 1998  | 6 283 200 millions        | 30,9 % | [ 1 ]             |
| 2-1    | Louis et les amoureux du manège       | 23 octobre 1999   | 5 101 230 millions        | 25,7 % | [ 1 ]             |
| 2-2    | Louis et la prison de cristal         | 11 décembre 1999  | 4 733 100 millions        | 21,2 % | [ 1 ]             |
| 2-3    | Louis et les larmes de la Vierge      | 29 avril 2000     | 4 964 110 millions        | 24,4 % | [ 1 ]             |
| 2-4    | Louis et le double jeu                | 16 septembre 2000 | 4 488 850 millions        | 23 %   | [ 1 ]             |
| 3-1    | Louis et la mémoire de la vigne       | 8 octobre 2001    | 4 968 840 millions        | 20,8 % | [ 1 ]             |
| 3-2    | Louis et la belle soyeuse             | 19 novembre 2001  | 6 131 760 millions        | 23,9 % | [ 1 ]             |
| 3-3    | Louis et le silence de plomb          | 10 décembre 2001  | 4 757 400 millions        | 19,9 % | [ 1 ]             |
| 3-4    | Louis et l'académie des quatre jeudis | 11 février 2002   | 5 618 000 millions        | 22,4 % | [ 1 ]             |
| 3-5    | Louis et les enfants perdus           | 25 mars 2002      | 4 876 000 millions        | 21,1 % | [ 1 ]             |
| 3-6    | Louis et la grande braderie           | 15 avril 2002     | 5 247 000 millions        | 21,7 % | [ 1 ]             |
| 4-1    | Louis et les gitans                   | 10 septembre 2002 | 5 512 000 millions        | 23,6 % | [ 1 ]             |
| 4-2    | Louis et le secret de l’abbé Cyprien  | 1er octobre 2002  | 5 724 000 millions        | 22,9 % | [ 1 ]             |
| 4-3    | Louis et la figurine d'argile         | 13 mai 2003       | 6 238 440 millions        | 26 %   | [ 1 ]             |
| 5-1    | Louis, Mathilde et les Autres         | 14 octobre 2003   | 6 345 080 millions        | 26,3 % | [ 1 ]             |
| 5-2    | Louis et le violon noir               | 9 décembre 2003   | 6 078 480 millions        | 22,8 % | [ 1 ]             |
| 5-3    | Louis et la ferme des Blanchard       | 10 février 2004   | 7 818 400 millions        | 30,4 % | [ 1 ]             |
| 5-4    | Louis et la vie de château            | 18 mai 2004       | 5 715 520 millions        | 26,2 % | [ 1 ]             |
| 6-1    | Louis et les deux mousquetaires       | 16 novembre 2004  | 6 524 320 millions        | 25 %   | [ 1 ]             |
| 7-2    | Louis et le mystère du viager         | 10 janvier 2006   | 9 137 780 milions         | 34,5 % | ,                 |
| 8-1    | Louis, Lola et le crocodile           | 15 octobre 2006   | 5 269 640 millions        | 20,3   | [réf. nécessaire] |
| 8-3    | Louis et la fin des abricots          | 11 mars 2007      | 5 774 180 millions        | 22,2 % | [réf. nécessaire] |
| 8-4    | Louis et les gueules noires           | 22 mars 2007      | 5 325 700 millions        | 22 %   | [réf. nécessaire] |
| 8-5    | Louis et les répondants               | 19 avril 2007     | 4 307 000 millions        | 17,9 % | [réf. nécessaire] |
| 9-2    | Louis et le condamné à domicile       | 17 janvier 2008   | 5 668 000 millions        | 23 %   | [ 4 ]             |
| 10-1   | Louis remonte le temps                | 18 septembre 2008 | 4 900 000 millions        | 20,7 % | [ 5 ]             |
| 10-2   | Louis n'en dort plus                  | 23 octobre 2008   | 5 300 000 millions        | 21,4 % | [ 6 ]             |
| 10-3   | Louis et la belle brocante            | 8 janvier 2009    | 4 900 000 millions        | 18,6 % | [ 7 ]             |
| 10-4   | Louis et les pots cassés              | 16 avril 2009     | 4 700 000 millions        | 19,2 % | [ 8 ]             |
| 11-1   | Louis voit double                     | 24 septembre 2009 | 5 200 000 millions        | 21,2 % | [ 9 ]             |
| 11-2   | Louis et le palais idéal              | 2 mars 2010       | 5 500 000 millions        | 20,5 % | [ 10 ]            |
| 11-3   | Louis joue les experts                | 3 octobre 2010    | 3 623 000 millions        | 14 %   | [ 11 ]            |
| 12-1   | Louis et le monte-en-l'air            | 15 mars 2011      | 5 000 000 millions        | 18,3 % | [ 12 ]            |
| 12-2   | Louis mène l'enquête                  | 29 novembre 2011  | 4 403 000 millions        | 15,7 % | [ 13 ]            |
| 12-3   | Louis chez les Flamands               | 26 juin 2012      | 3 500 000 millions        | 14,4 % | [ 14 ]            |
| 13-1   | Louis et les anguilles bleues         | 20 novembre 2012  | 3 710 000 millions        | 13,5 % | [ 15 ]            |
| 13-2   | Louis et le troisième larron          | 9 avril 2013      | 4 141 000 millions        | 15,6 % | [ 16 ]            |
| 13-3   | Louis et les bruits de couloirs       | 4 mars 2014       | 3 982 000 millions        | 15,4 % | [ 17 ]            |